# Louis Mairet
Pour les articles homonymes, voir Mairet.
 (août 2017).
Si vous disposez d'ouvrages ou d'articles de référence ou si vous connaissez des sites web de qualité traitant du thème abordé ici, merci de compléter l'article en donnant les références utiles à sa vérifiabilité et en les liant à la section « Notes et références ».
Louis Mairet, né à Dijon le 19 juin 1916 et mort à Toulouse le 3 octobre 1998, est un lieutenant-colonel, parachutiste de la France Libre et compagnon de la Libération. Il participe à la Seconde Guerre mondiale, à la guerre d'Indochine et à la guerre d'Algérie.

## Biographie
Né d’un père cheminot il fait ses études secondaires au collège Saint-Jacques de Joigny dans l’Yonne puis poursuit ses études en obtenant deux certificats de licence en philosophie à la Sorbonne (1934-1936), après un passage au grand séminaire de Sens. Il effectue son service militaire en 1936 au sein du 6e Bataillon de Chasseurs Alpins (BCA) et termine sergent de réserve.

### Seconde Guerre mondiale

#### L'appel des armes
Sentant venir la guerre avec l'Allemagne, il se rengage au 6e BCA et intègre peu de temps après la Section des Éclaireurs Skieurs (SES). C’est au sein de cette section qu’il participe à la campagne de Norvège en 1940 avec le 12e BCA qu’il a rejoint en septembre 1939.
Le 17 mai 1940, il s’illustre en escaladant, sans corde, avec son groupe, un couloir raide afin de reprendre un piton aux allemands, qui déplorent 23 morts dans leurs rangs. Cette action lui vaut d’être cité à l’ordre de la division et d’être décoré de la Croix de guerre norvégienne avec sabre.
Le 16 juin 1940, revenu à Lorient, il découvre une armée en déroute. Après avoir convaincu une partie de ses hommes de le suivre il rembarque depuis Brest pour continuer la lutte au sein des Forces françaises libres, à partir de l’Angleterre, sans avoir entendu l’appel du Général de Gaulle.
Le 1er juillet 1940, il est affecté au bataillon de chasseurs de Camberley, puis est nommé sergent-chef le 16 août 1940. Il est nommé aspirant à compter du 1er mai 1941 et effectue par la suite un stage au sein de la Middle East Tactical School en Égypte en janvier 1942. Il est désigné pour servir au sein du Bataillon de Marche 7 (BM7) de Beyrouth.
Le 1er juin 1942, il rejoint comme volontaire la jeune 1re Compagnie d’Infanterie de l’Air Special Air Service (SAS) du Capitaine Bergé.
Il prend part à un grand nombre d’opérations sur les arrières de l’ennemi en Cyrénaïque, Tripolitaine et en Tunisie, en tant que chef de stick, avec François Martin originaire lui aussi du 6e BCA. En septembre, à la suite d’un raid sur Benghazi, alors que les SAS se replient, l’aviation italienne les traque. « Les premiers appareils font, avec les premiers rayons du soleil, leur apparition quand les premiers véhicules atteignent le pied du djebel. Le camion du Sous-Lieutenant Mairet, fort de sept jumelages de quatorze Vickers, abat le premier chasseur italien qui se présente sur lui au début de son piqué ».
En avril 1943, il rentre à Camberley où il est affecté au Bataillon de Parachutistes au camp d’Old Dean et se prépare à la campagne de Libération de la France. Il est blessé lors d’un entraînement à Cirencester où l’explosion d’une grenade incendiaire lui provoque des brûlures diverses.

#### La Campagne de la Libération
Dans la nuit du 6 au 7 juin 1944, il saute sur Saint-Gravé (Morbihan), près de Redon (Ille-et-Vilaine). Sa première mission consiste à faire sauter la voie ferrée Questembert-Redon. Il est par ailleurs chargé d’organiser les groupes de FFI dans le Morbihan.
Le 18 juin 1944, il prend part aux combats de Saint Marcel, où, à la tête de sa compagnie de 150 parachutistes et de quelques FFI il garde la face Ouest du camp retranché. C’est là que se présentent les Allemands à l’aube des combats. Sa compagnie leur inflige de lourdes pertes et contribue à la bonne évacuation du camp de Saint-Marcel. Son texte de citation le qualifie d' « Officier de classe », il fait preuve de calme et de sang-froid.
Le Roi d'Angleterre fit un geste de reconnaissance profonde en donnant le droit au port du béret amarante des troupes aéroportées britanniques aux parachutistes français du 4e B.I.A. Les premiers bérets amarante furent amenés à Vannes par le détachement du Lieutenant Mairet. Au cours des mois d’août et de septembre, à la tête de sa section de Jeeps armées de mitrailleuses Vickers, il combat au sud de la Loire, en détruisant notamment le pont de Sancerre.
Le 6 septembre 1944, il s’illustre particulièrement au village de Rians, où il tombe par surprise sur un ennemi installé en position défensive et dont les armes automatiques ouvrirent le feu à trente mètres. « Ayant eu son chauffeur mortellement blessé, l’a remplacé tout en continuant à servir les mitrailleuses, neutralisant ainsi le feu ennemi. Il a ensuite poursuivi les Allemands en retraite, en leur infligeant des pertes sensibles ». Cela lui vaut l’attribution de la Croix de Guerre 39-45 avec Palme.
Face à l’offensive de von Rundstedt dans les Ardennes, il est envoyé à Bertrix, avec un détachement de SAS, qu’il rallie le jour de Noël 1944. La mission des SAS de la France Libre consiste à colmater la brèche qui s’étend de Bastogne à Marche, dans laquelle les Allemands n’ont pas encore osé s’engouffrer. Les conditions de vie à bord des Jeeps découvertes et sans pare-brise sont rudes. C’est durant cette période que le Lieutenant Mairet se voit décerner, par le Général de Gaulle, la Croix de la Libération.
Le 7 avril 1945, Louis Mairet est parachuté sur la Hollande, près de Coevorden. Avec ses 14 SAS, il parvient à prendre le pont et à la tenir la journée durant. Le soir venu, la pression ennemie étant trop forte, il se replie et contre-attaque en force dès le lendemain. Le groupe de SAS français parvient à reprendre possession du pont.
Le 30 octobre 1945 il est nommé lieutenant à titre définitif. Par ailleurs, ce même mois, le Colonel Reyniers, chef de corps du 2e Régiment de Chasseurs Parachutistes (RCP) autorise le Lieutenant Mairet à porter à vie la fourragère de la Légion d’Honneur, en récompense des services rendus au régiment au cours des diverses opérations menées. En effet, il a participé depuis les combats d'Afrique du Nord, à toutes les batailles conduites par ce régiment, jusqu’à la victoire sur l'Allemagne nazie.

### La guerre d'Indochine
Le 4 janvier 1952, après diverses affectations notamment au sein de groupements d'instruction parachutiste à Pau et Bayonne, il rejoint le 6e Bataillon Parachutiste Colonial (BPC) comme capitaine et embarque pour l'Indochine en juillet[réf. nécessaire]. Il combat avec cette unité[réf. nécessaire], mais aussi au sein du 2e BPC et 8e Groupement Commando Parachutiste (GCP) en pays Thaï[réf. nécessaire].
Les 15 et 16 novembre 1952, il se distingue particulièrement lorsqu'au cours d’engagements sévères contre un bataillon Vietminh, « à sa propre initiative, réalise à deux reprises l’installation de bouchons sur l’arrière du bataillon, interdisant à l’adversaire les manœuvres de débordement et d’encerclement déjà amorcées ». Commandant en second du 2e BPC il est qualifié d’officier « d'une haute valeur morale ».
Il restera dans ce pays jusqu'en 1957 au sein de la Mission Française de Liaison auprès de la Mission Internationale de Contrôle au Viêtnam[réf. nécessaire].

### La guerre d'Algérie
Le 30 octobre 1957, il est affecté à la tête de la compagnie d'appui du 22e BCA de Nice, ce qui lui permet de renouer avec les chasseurs alpins[réf. nécessaire].
Les 18 et 19 février 1958, capitaine, il dirige les opérations du 22e BCA dans la région de Beni Mansour (Grande Kabylie)[réf. nécessaire], où son « calme courage au feu » est particulièrement remarqué.
Le 30 mai 1958, il est gravement blessé au combat par l'explosion d'un obus, il devient presque sourd. Toutefois, le 1er janvier 1959, en raison de ses qualités de chef de guerre et de fin tacticien, il est promu commandant en second du bataillon et élevé au grade de chef de Bataillon.
En 1960, un infarctus le contraint à occuper un emploi sédentaire et donc à quitter sa fonction de commandant en second[réf. nécessaire].

### Fin de carrière
Le 10 décembre 1961, il quitte l’Algérie et termine sa carrière à la direction de la Sécurité militaire à Paris où il est principalement chargé de la lutte contre l’OAS. Malgré son état de santé, il participe à quelques actions secrètes. La SM (Sécurité militaire) avait également pour mission de rechercher les officiers qui s'efforçaient de rapatrier en France métropolitaine les harkis et leurs familles pour leur permettre d"échapper aux massacres perpétrés par le FLN, avec l'approbation, au moins tacite, du pouvoir du Général De Gaulle[réf. nécessaire].
Le 1er juillet 1964 il est promu Lieutenant-Colonel et fait valoir ses droits à la retraite un mois plus tard. Il se retire à Toulouse et assure la Présidence de la section locale de l'Association des Français Libres, des SAS et des Combattants Volontaires de la Résistance et est aussi membre d’associations d’anciens Chasseurs Alpins[réf. nécessaire].
Le 3 octobre 1998, Louis Mairet meurt à Toulouse et est inhumé à Ayguesvives.
La 56e promotion de l’École Militaire Interarmes (2016-2018) porte son nom.

## Décorations
Le Lieutenant-colonel Mairet a obtenu les décorations suivantes :
- Commandeur de la Légion d'honneur
- Compagnon de la Libération par décret du 29 décembre 1944[1]
- Croix de guerre 1939–1945 (5 citations)
- Croix de guerre des Théâtres d'opérations extérieurs (4 citations)
- Croix de la Valeur militaire (4 citations)
- Médaille de la Résistance française avec rosette par décret du 3 aout 1946
- Croix du combattant volontaire de la guerre de 1939–1945
- Croix du combattant volontaire de la Résistance
- Croix du combattant
- Médaille coloniale avec agrafes « Libye », « Tunisie » et « Extrême-Orient »
- Médaille commémorative des services volontaires dans la France libre
- Médaille commémorative française de la guerre 1939–1945
- Médaille commémorative de la campagne d'Indochine
- Médaille commémorative des opérations de sécurité et de maintien de l'ordre
- Croix de guerre norvégienne
- Médaille commémorative de la guerre en Norvège
- Croix de la Vaillance Vietnamienne (2 citations)
- Officier du Mérite Thai (en)

https://upload.wikimedia.org/wikipedia/commons/2/2c/D%C3%A9corations_Louis_Mairet.jpg